# Barbu à joues jaunes
Psilopogon chrysopogon
Espèce
Statut de conservation UICN

 LC  : Préoccupation mineure
Le Barbu à joues jaunes (Psilopogon chrysopogon, anciennement Megalaima chrysopogon) est une espèce d'oiseaux de la famille des Megalaimidae dont l'aire de répartition s'étend de la Thaïlande à la Malaisie, à Brunei et à l'Indonésie.